# Horia Hulubei
Horia Hulubei (15 novembre 1896 – 22 novembre 1972) est un physicien nucléaire roumain, connu pour ses contributions au développement de la spectroscopie à rayons X.

## Éducation
Il étudie à l'université d'Iaşi en Roumanie, puis effectue son doctorat à la Sorbonne, à Paris, avec le prix Nobel Jean Perrin comme directeur de thèse. Il soutient sa thèse, intitulée Contribution à l'étude de la diffusion quantique des rayons X, à Paris, en 1933, devant son jury de thèse présidé par Marie Curie.

## Réalisations scientifiques
À l'aide de l'équipement de spectroscopie à rayons X qu'il construit, il peut observer plusieurs raies spectrales jusqu'alors non identifiées, et il en déduit que ces raies correspondent à de nouveaux éléments. Par la suite, il revendique et publie la découverte de plusieurs nouveaux éléments : le moldavium, en 1936 (élément 87), le sequanium en 1939 (élément 93), et le dor en 1945 (élément 85). Mais d'autres recherches ont par la suite invalidé ces découvertes, en montrant que les raies X identifiées n'appartenaient pas à de nouveaux éléments.
Il a fondé en 1949 l'institut de physique de l'Académie à Bucarest, et il a dirigé par la suite l'institut pour la physique atomique (IFA), issu de sa scission en 1956.
Membre de l'académie roumaine en 1946, il en est déchu en 1948 par le nouveau régime communiste, puis réadmis en 1955.

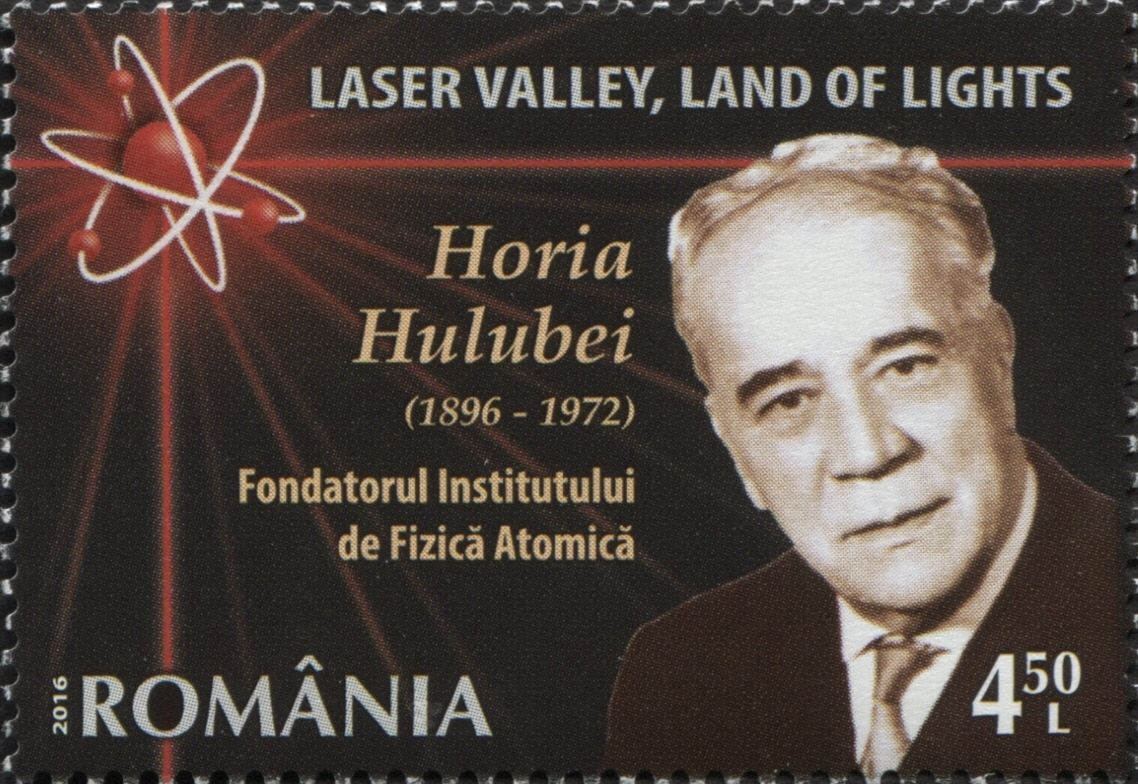
Timbre roumain rendant hommage à Horia Hulubei, 2016

Pour ses nombreuses contributions à l'avancée de la science, l'institut national pour la physique et l'ingénierie nucléaire de Roumania porte son nom: le Horia Hulubei National institute of physics and nuclear engineering (IFIN HH).

## Cours universitaire
Au début des années 1960 et 1970, il est également professeur de physique atomique au département de physique atomique et nucléaire de l'université de Bucarest.

## Publications
- (ro) Curs de chimie fizică [« Cours de chimie physique »], Bucharest, Ed. Academiei, 1940.
- (ro) Spectroscopia X [« Spectroscopie à rayons X »], 1948.
- (ro) Structura materiei [« La Structure de la matière »], 1950.